# Heilig Hartbeeld (Haren)
Het Heilig Hartbeeld is een standbeeld in de Nederlandse plaats Haren, provincie Noord-Brabant.

## Achtergrond
Het Heilig Hartbeeld werd gemaakt in het Bossche atelier van Michiel van Bokhoven en Henri Jonkers. Het was een geschenk ter gelegenheid van het zilveren pastoraat van pastoor A.A. Kamp. Het beeld werd op zondag 17 maart 1929 door de jubilaris onthuld en staat in de nabijheid van de Sint-Lambertuskerk.

## Beschrijving
Het beeld is een kalkstenen Christusfiguur, gekleed in een lang gewaad en omhangen met een mantel. Hij heft zijn rechterhand zegenend op, terwijl zijn linkerhand naar een vlammend Heilig Hart op zijn borst wijst. In beide handen zijn de stigmata zichtbaar.
Op de dekplaat is de tekst "Ik ben koning" aangebracht, op de sokkel de tekst "Laat toekomen mijn rijk". Op de westelijke klauwstukken zijn de Griekse letters alpha en omega geplaatst.

## Waardering
Het beeldhouwwerk werd in 2001 als rijksmonument opgenomen in het monumentenregister, onder meer vanwege de "cultuurhistorische waarde daar het getuigt van een geestelijke ontwikkeling. Daarnaast heeft het vanwege de plaats in het werk van respectievelijk de architect en beeldhouwatelier architectuurhistorische waarde."